# Meotica exillima
Meotica exillima är en skalbaggsart som beskrevs av Sharp 1915. Meotica exillima ingår i släktet Meotica, och familjen kortvingar. Arten har ej påträffats i Sverige.